# Ballana elexa
Ballana elexa är en insektsart som beskrevs av Delong 1937. Ballana elexa ingår i släktet Ballana och familjen dvärgstritar. Inga underarter finns listade i Catalogue of Life.